# Alejandro Mayorkas
Alejandro Nicholas Mayorkas (Havanna, 1959. november 24. –) amerikai jogász, 2021 és 2025 között az Egyesült Államok hetedik belbiztonsági minisztere. Az Obama-kormány alatt a Belbiztonsági minisztériumban dolgozott, mint az Állampolgársági és Bevándorlásügyi Hivatal igazgatója (2009-2013), majd a minisztérium helyettes minisztere volt.
Havannában (Kuba) született, ahonnan családja a kubai forradalom után Floridába menekült, majd Kaliforniában telepedett le. Jogi iskola befejeztével az Egyesült Államok helyettes ügyésze lett, majd Los Angeles kerületi ügyésze volt Bill Clinton elnöksége alatt.
2020-ban Joe Biden jelölte a belbiztonsági miniszteri pozícióra. 2021. február 2-án a Szenátus 56-43 arányban fogadta el a jelölést kétpárti támogatással. Az alső bevándorló és az első latin-amerikai, aki betöltötte ezt a pozíciót.